# Мортенсон, Грег
Грег Мортенсон — филантроп, соучредитель негосударственного Института Центральной Азии, основатель проекта «Пенни для мира» и соавтор бестселлера «Три чашки чая» (продано более 7 000 000 экземпляров в 48 странах).
На 2010 год Мортенсон построил более 171 школ в удаленных и труднодоступных районах Пакистана и Афганистана, где смогли получить образование 64 000 детей, в том числе 54 000 девочек, которым образование раньше было попросту недоступно.
В 2009 году Мортенсон был награждён высшей наградой Пакистана «Sitara-e-Pakistan» («Звезда Пакистана») за гуманистические достижения в улучшении ситуации с образованием девочек в труднодоступных районах, осуществляемых им в течение 15 лет.
Представителями конгресса США он был дважды выдвинут на Нобелевскую премию мира, в 2009 и 2010 году.

## Биография
Мортенсон родился в 1957 году, и рос в тени Килиманджаро, в Танзании, с 1958 по 1973 года, где его отец основал Христианский медицинский центр Килиманджаро, а его мать — международную школу Moshi.
Чтобы заработать на образование, он отправился служить в армию США (1977—1979 гг), где был награждён Армейской Похвальной медалью. Затем поступил в Университет Южной Дакоты, где учился до 1983 года.
В июле 1992 года от сильнейшего приступа мучившей её всю жизнь эпилепсии умерла сестра Грега Криста. В 1993 году в память о сестре Грег решает покорить пакистанскую К2, вторую в мире по вышине гору.
Выздоравливая после неудачного подъема на К2 в деревне народа балти под названием Корфе Мортенсон увидел, как дети учатся, сидя на голой холодной земле и выводя палочками буквы на песке. Он пообещал помочь им построить школу.
Из этого опрометчивого обещания выросла огромная международная гуманитарная кампания, которой Мортенсон посвятил всю свою жизнь, чтобы дать возможность получить образование детям, и, особенно, девочкам, в отдаленных областях Пакистана и Афганистана.
В его работе было много трудностей. Грег поначалу не имел никаких навыков управления строительными проектами и совершенно не знал местной специфики. В 1996 году он пережил восьмидневное похищение контрабандистами из Вазиристана, чудом остался жив в перестрелке 2003 года между враждующими афганскими наркоторговцами, скрываясь в течение восьми часов под тушами животных в грузовике, едущем на фабрику дубления кож.
Недовольные его деятельностью муллы выпустили две фетвы против него, им интересовалось ЦРУ. Он также получал угрозы от разгневанных после событий 11 сентября 2001 года американцев.
Мортенсон — настоящий герой для народов труднодоступных районов Афганистана и Пакистана, где исламские духовные лидеры, военные, чиновники и вожди племен относятся к нему с уважением за неустанные усилия по улучшению ситуации с образованием, особенно для девочек.
Он один из немногих иностранцев, кто работал в течение 16 лет в далеких деревнях, куда остальные иностранцы предпочитают не забираться, так как считают их «линией фронта» войны с терроризмом.
ТВ-ведущий Том Брокоу говорит о Мортенсоне:
обыкновенный человек с правильным характером, который действительно изменяет мир.
Член Палаты представителей Конгресса США Мэри Боно сказала:
О первопричинах терроризма я больше узнала от Грега Мортенсона, чем во время всех наших брифингов на Капитолийском холме. Он истинный герой, который иллюстрирует истинные идеалы американского духа.
Мортенсон также является сторонником глобальной отмены изготовления и использования противопехотных мин, и проводит активную кампанию в США с целью присоединения этой страны к 158 странам, уже подписавшим «антиминный» договор.
Проектом «антимин» он занимается в те месяцы, что проводит дома, в Монтане, с женой, доктором Тарой Бишоп, клиническим психологом, и двумя маленькими детьми.

## «Три чашки чая»
Аннотация:
«Три чашки чая» – это поразительная история о том, как самый обычный человек, не обладая ничем кроме решительности, способен в одиночку изменить мир. Грег Мортенсон подрабатывал медбратом, ночевал в машине, а своё немногочисленное имущество держал в камере хранения. В память о погибшей сестре он решил покорить самую сложную гору К2. Эта попытка чуть ли не стоила ему жизни, если бы не помощь местных жителей. Несколько дней, проведенных в отрезанной от цивилизации пакистанской деревушке, потрясли Грега настолько, что он решил собрать необходимую сумму и вернуться в Пакистан, чтобы построить школу для деревенских детей. Сегодня Мортенсон руководит одной из самых успешных благотворительных организаций в мире, он построил 145 школ и несколько десятков женских и медицинских центров в самых бедных деревнях Пакистана и Афганистана. Книга была издана в 48 странах и в каждой из них стала бестселлером. Самого Грега Мортенсона дважды номинировали на Нобелевскую премию мира.
Издание на русском языке вышло в издательстве «Эксмо» в конце февраля 2011 года.

## Критика
17 апреля 2011 года вышла передача 60 минут на канале CBS, где журналист Стив Крофт провел расследование финансовых операций Института Центральной Азии. Он утверждает, что Мортенсон вовсе не заблудился после восхождения на К2 и не попадал после этого в деревню Корфе, не был похищен талибами в Вазиристане в 1996 году, и не построил столько школ, сколько он указывает. Многие школы не существуют или недостроены, а построенные школы эксплуатируются для других целей, например, как склады зерна. Также Институт Центральной Азии тратит огромные средства на рекламу книг Мортенсона и его туры, способствующие продаже этих книг. В передаче выступал известный писатель Джон Кракауэр, который был до недавнего времени сторонником Грэга Мортенсона. После этого Джон Кракауэр опубликовал книгу «Три чашки лжи: Как Грэг Мортенсон — Герой благотворительной организации сбился с пути», в которой утверждал, что Грэг занимался саморекламой, неправильно расходовал средства для постройки школ и не построил столько школ, сколько он говорит.
В ответ на эти обвинения Грег Мортенсон заявил, что его книги не содержат ложных утверждений.
Скот Дарсни, известный альпинист, который вместе с Мортенсоном в 1993 г. пытался покорить К2, заявил, что Мортенсон не лгал и действовал из благих побуждений, хотя мог и допускать отдельные ошибки.

### Книга Три чашки чая. Премии и благодарности
- 2006, журнал Time, Книга Года об Азии
- 2006, журнал People, Выбор Критиков
- 2006, Publisher’s Weekly, звездный обзор
- 2006, Kirkus Review, звездный обзор
- 2006, Borders Bookstore Original Voices Selection
- 2007, Banff Mountain Festival Book Award, финалист
- 2007, призёр премии Kiriyama Prize среди nonfiction книг
- 2007, Pacific Northwest Booksellers Association — премия nonfiction
- 2008, Премия Montana Honor Book
- 2008, премия Dayton Literary Prize — 2 место среди nonfiction
- 2009, Премия Выбора мамы (Mom’s Choice) — Автор Года
- 2009, литературный приз Гамбринуса Джузеппе Маццотти (Италия) (Gambrinus Giuseppe Mazzotti)

## Награды Грега Мортенсона
- 2077 US Army Commendation medal
- 1998 American Alpine Club David Brower Conservation Award
- 2002 Peacemaker Award from Montana Community Mediation Center
- 2003 Climbing Magazine «Golden Piton Award» for humanitarian effort
- 2003 Vincent Lombardi Champion Award for humanitarian service
- 2003 Peacemaker of the Year" Benedictine Monks, Santa Fe, NM
- 2003 Outdoor Person of the Year — Outdoor Magazine
- 2003 Salzburg Seminar fellow, sponsored by Microsoft
- 2004 Freedom Forum «Free Spirit Award» — National Press Club, D.C.
- 2004 Jeanette Rankin Peace Award — Institute for Peace
- 2005 Men’s Journal 'Anti-Terror' Award by Senator John McCain
- 2005 Red Cross «Humanitarian of The Year» Montana
- 2006 Golden Fleur-de-lis Award from Comune Firenze, Italy
- 2007 Medical Education Hall of Fame Award, Toledo, OH
- 2007 Rotary International Paul Harris Award for Promoting Friendly Relations Among People
- 2007 Mountain Institute Award for Excellence in Mountain Community Service
- 2007 Dayton Literary Peace Prize — Book Award, Dayton, OH
- 2008 Citizen Center for Diplomacy — National Award for Citizen Diplomacy
- 2008 Courage of Conscience Award — The Peace Abbey, Sherborn, MA
- 2008 Graven Award — Wartburg College, IA
- 2008 National Award for Citizen Diplomacy — Citizen Center for Diplomacy
- 2008 Academy of Achievement Award
- 2008 Sword of Loyola — St. Louis University
- 2009 Sitara-e-Pakistan «Star of Pakistan» (Pakistan’ highest civilian award)
- 2008 Mary Lockwood Founders Medal For Education — Daughters of The American Revolution
- 2009 Archon Award — Sigma Theta Tau International (Nursing Award)
- 2009 National Education Association NEA — Human Rights Award
- 2009 Austin College Leadership Award — Sherman TX — Promoting education issues for peace
- 2009 City College San Francisco Amicus Collegii Award — Promoting peace through education
- 2009 Jefferson Award for Community Service: Harvard Kennedy School of Business
- 2009 US News & World Report: America’s Best Twenty Leaders
- 2009 Gambrinus Giuseppe Mazzotti Literary Prize (Italy)
- 2010 Toronto School District (Canada): Peace Award
- 2010 Honorary Induction — Phi Theta Kappa International Honor Society
- 2010 Loyola Marymount University (CA) — Doshi Bridgebuilder of Peace Award
- 2010 The Common Wealth Awards: For Public Service
- 2010 The Salem Award for Human Rights

### Почётные докторские степени
- Concordia College , Moorhead , MN 2007
- University of South Dakota, Vermillion, SD 2007
- Montana State University, MT 2008
- Villanova University, PA 2008
- University of San Francisco, CA 2008
- University of Washington — Bothell, WA 2008
- Lewis & Clark College, OR 2008
- Seattle University, WA 2008
- Colby College, ME 2009
- Simmons College, MA 2009
- St. Louis University, MO 2009
- University of Pennsylvania, PA 2010
- Brookdale College, Lincroft, NJ 2010